# Paroy (Doubs)
Paroy is een gemeente in het Franse departement Doubs (regio Bourgogne-Franche-Comté) en telt 114 inwoners (2009). De plaats maakt deel uit van het arrondissement Besançon.

## Geografie
De oppervlakte van Paroy bedraagt 4,5 km², de bevolkingsdichtheid is dus 25,3 inwoners per km².
De onderstaande kaart toont de ligging van Paroy (Doubs) met de belangrijkste infrastructuur en aangrenzende gemeenten.

## Demografie
Onderstaande figuur toont het verloop van het inwonertal (bron: INSEE-tellingen).